# Larry Smith (Kameramann)
Larry Smith (* in London) ist ein britischer Kameramann.

## Leben
Smith wurde in London geboren. Er verließ die Schule mit 15 und begann eine Ausbildung zum Elektriker. Er arbeitete unter anderem in den Shepperton Studios.
Erste Erfahrungen im Filmbereich sammelte er in den 1970er Jahren, u. a. als Beleuchter und Oberbeleuchter. Seine langjährige auch persönliche Verbundenheit mit dem Regisseur Stanley Kubrick als Best Boy (Chief Electrician) bei Barry Lyndon und Oberbeleuchter bei Shining gipfelte 1999 als lichtsetzender Kameramann bei der Produktion von Eyes Wide Shut. Im Anschluss arbeitete er für einige Fernsehproduktionen. So entstand 2001 die Miniserie Love in a Cold Climate, die von Tom Hooper inszeniert wurde. Ihre Zusammenarbeit wiederholte sich zwei Mal. Zudem ist Smith als Kameramann für Werbung und Musikclips tätig. 
Fear X aus dem Jahr 2003 bedeutete die erste Zusammenarbeit mit dem Regisseur Nicolas Winding Refn. Diese Kooperation hielt bis einschließlich Only God Forgives (2013) an.
Für seine Arbeit an The Guard – Ein Ire sieht schwarz erhielt Smith 2011 auf dem Dinard British Film Festival den Kodak Award für die beste Kameraarbeit. 
2015 inszenierte Smith als Regisseur seine eigenen Spielfilm Trafficker.
Sein Sohn David Smith ist ebenfalls als Oberbeleuchter im Filmgeschäft tätig und arbeitete in dieser Position u. a. bei den Produktionen Star Wars: Episode II – Angriff der Klonkrieger, X-Men: Erste Entscheidung und der Neuverfilmung von Der Kaufmann von Venedig mit Al Pacino aus dem Jahr 2004. Bei dieser Produktion war Larry Smith auch als Beleuchter in der Lichtcrew tätig.

## Filmografie (Auswahl)
- 1999: Eyes Wide Shut
- 2001: Love in a Cold Climate (Miniserie, 2 Episoden)
- 2001: The Piano Player
- 2003: Fear X – Im Angesicht der Angst (Fear X)
- 2003: Heißer Verdacht: Die letzten Zeugen (Prime Suspect: The Last Witness, Fernsehfilm)
- 2004: Red Dust – Die Wahrheit führt in die Freiheit (Red Dust)
- 2005: Elizabeth I (Fernsehfilm)
- 2008: Bronson
- 2009: The Blue Mansion
- 2011: The Guard – Ein Ire sieht schwarz (The Guard)
- 2012: Austenland
- 2013: Only God Forgives
- 2014: Am Sonntag bist du tot (Calvary)
- 2015: Die Poesie des Unendlichen (The Man Who Knew Infinity)
- 2015: Trafficker
- 2018: TAU
- 2019: Two/One
- 2020: Der Brief für den König (The Letter for the King, Fernsehserie, 3 Episoden)
- 2020: Puppy Love
- 2021: Things Heard & Seen
- 2021: Denen man vergibt (The Forgiven)
- 2022: Rogue Agent
- 2023: Luther: The Fallen Sun
- 2023: Die dunkle Saat (Dark Harvest)
- 2024: Lumina
- 2024: Sunny (Fernsehserie, 9 Episoden)